# S Tupi (S-30)
O S Tupi (S-30) é um submarino da Classe Tupi da Marinha do Brasil. Foi construído no estaleiro Howaldtswerke-Deutsche Werft, em Kiel, na Alemanha, tendo sido lançado ao mar em 28 de abril de 1987.

## Projeto

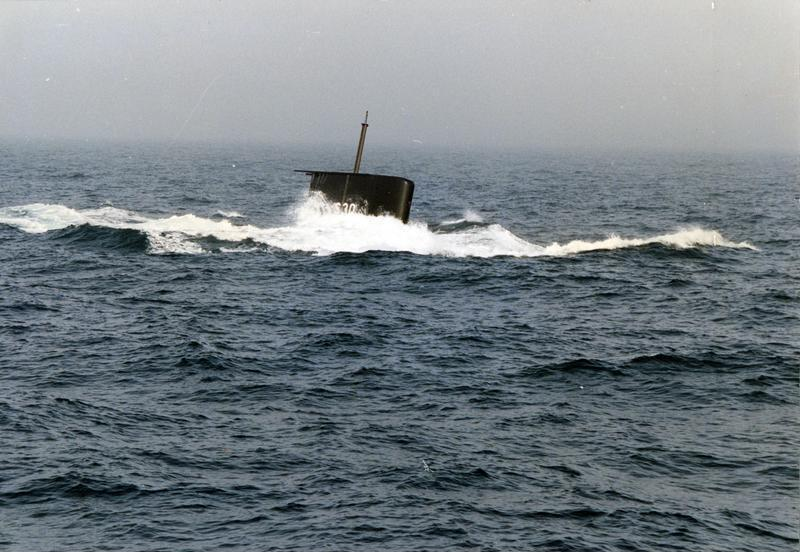
S Tupi (S-30) em navegação (1988).

É o primeiro submarino da Marinha brasileira construído dentro da estratégia de aquisição do domínio completo do ciclo "Projeto, Construção e Reparação" desses meios.
O seu projeto é baseado no projeto alemão do IKL-209 que originou no Brasil a Classe Tupi.

## Nome
O submarino Tupi foi o terceiro navio e o segundo submarino a ostentar esse nome na Marinha do Brasil em homenagem a nação indígena Tupi. Este povo habitava o litoral brasileiro desde o Estado do Rio Grande do Sul, para o Norte, até o Estado da Bahia.
Os outros barcos com o mesmo nome foram o cruzador-torpedeiro Tupy, de 1896, e o submarino S Tupy (S-11), lançado em 1936.